# Lucerna
För andra betydelser, se Lucerna (olika betydelser).
Lucerna är en ö i Västervik, vid Lucernafjärden och Skeppsbrofjärden. Djuphamn, reningsverk, oljelager, viss industri samt intressant natur.